# James Cook
James Cook (ur. 27 października?/7 listopada 1728 w Marton koło Middlesbrough, Wielka Brytania, zm. 14 lutego 1779 na wybrzeżu Kealakekua, Hawaje) – angielski żeglarz i odkrywca, kartograf, astronom.
Organizator i kierownik trzech wypraw dookoła świata (1768–1780). W trakcie pierwszej (1768–1771) zdobył Wyspy Towarzystwa, spenetrował obszary Melanezji i Nowej Zelandii, dotarł do wybrzeży Australii (1770) i przepłynął cieśninę Torresa. Podczas drugiej (1772–1775) odkrył, między innymi: Nową Kaledonię, archipelag Fidżi, wyspy w Polinezji. Trzecia wyprawa (1776–1780) zorganizowana w celu odnalezienia przejścia morskiego z Oceanu Spokojnego na Ocean Atlantycki, dotarła do wybrzeży Alaski, na Morze Czukockie oraz na Hawaje, gdzie Cook zginął w potyczce z tubylcami.
Sporządzone przez Cooka mapy zmieniły wyobrażenie o zarysach lądów i mórz. Doniosłe znaczenie miało również stwierdzenie możliwości kolonizacji Australii. Laureat Medalu Copleya.

## Życiorys
Cook urodził się 7 listopada 1728 roku w ubogiej rodzinie. Jego ojciec James najmował się do pracy w polu w Marton. James Cook miał pięć sióstr (Mary, Mary, Jane, Christane i Margaret) i dwóch braci (Williama i Johna). Po awansie ojca na stanowisko zarządcy-ekonoma, ośmioletni Cook przeprowadził się z rodziną na farmę w Great Ayton, gdzie uczył się w miejscowej szkole. Thomas Scottowe, właściciel ziemski zatrudniający ojca Cooka, dostrzegł spostrzegawczość młodego Cooka. Scottowe opłacił chłopcu edukację w szkole w Great Ayton. W wieku 17 lat Cook opuścił dom, aby pracować jako pomocnik w sklepie Williama Sandersona w wiosce rybackiej Staithes.
Po kilkunastu miesiącach właściciel sklepu przedstawił młodego Jamesa Johnowi i Henry’emu Walkerom, miejscowym właścicielom statków do przewozu węgla. Cook został przyjęty na pokład jako młody czeladnik-praktykant w Grape Lane. Pracował następnie na węglowcu „Freelove”, na którym spędził kilka lat, żeglując pomiędzy Whitby a Londynem. Podczas pracy na węglowcu zdobył doświadczenie oraz podstawową wiedzę w dziedzinie matematyki, nawigacji i obsługi okrętów. Za sprawą pracowitości i chęci do nauki Cook cieszył się szacunkiem Walkerów. Walkerowie, będący kwakrami, mieli także duży wpływ na poglądy religijne Jamesa Cooka.
21 grudnia 1762 roku, w kościele pw. św. Małgorzaty w Barking Cook poślubił Elizabeth Bates, córkę jednego ze swoich mecenasów. Miał z nią czworo lub sześcioro dzieci.

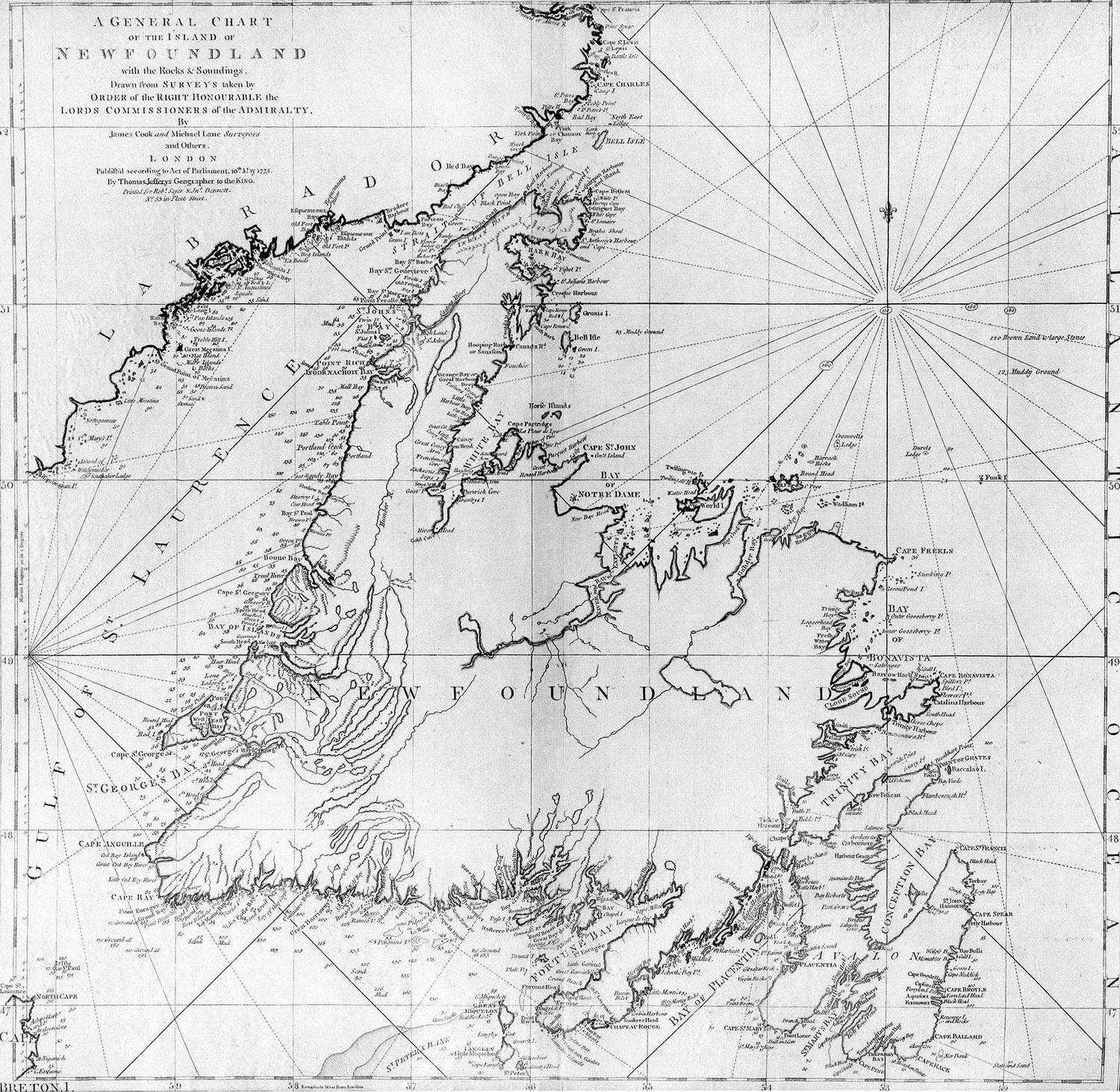
Mapa Nowej Fundlandii sporządzona przez Cooka

7 czerwca 1755 roku Cook zaciągnął się do marynarki wojennej jako starszy marynarz. Pracował na okręcie „Eagle” dowodzonym przez kapitana Hamera (zastąpionego później przez Hugh Pallisera). Podczas wojny francusko-brytyjskiej o Kanadę w latach 1764–1766 roku dokonał pomiarów wybrzeży u ujścia Rzeki Świętego Wawrzyńca i Nowej Fundlandii. Za sporządzenie dokładnych map otrzymał premię w wysokości 50 funtów. 25 maja 1768 roku Cook awansował do rangi porucznika.
W 1768 roku Admiralicja brytyjska powierzyła mu dowództwo ekspedycji. Na okręcie „Endeavour” oficjalnie został wysłany w celu zbadania przejścia Wenus przez tarczę słoneczną na Tahiti, które miało nastąpić 3 czerwca 1769 roku (miała to być druga próba, po niezbyt udanej obserwacji z 1766 roku). Dzięki dokonanym pomiarom miano umożliwić obliczenie odległości Ziemi od Wenus. Ponadto Cook wraz z załogą mieli dokonać jak najwięcej odkryć w dziedzinie nawigacji i historii naturalnej. Faktycznym zadaniem było odnalezienie Lądu Południowego (Terra Australis). Nowo odkryte ziemie miały być przyłączone do Imperium brytyjskiego za zgodą tubylców. Wybór Cooka na kapitana wyprawy zbudził pewne kontrowersje. Royal Society finansujące wyprawę zaproponowało Alexandra Dalrymple’a, teoretyka i kartografa mającego za sobą wyprawę do Indii Wschodnich. Admiralicja brytyjska wybrała jednak Cooka mającego już za sobą wyłącznie wyprawy na północnym Atlantyku. Cook nie posiadający formalnego wykształcenia i żonaty z córką właściciela portowej tawerny nie pasował do ówczesnych elit.

### Pierwsza podróż (1768–1771)

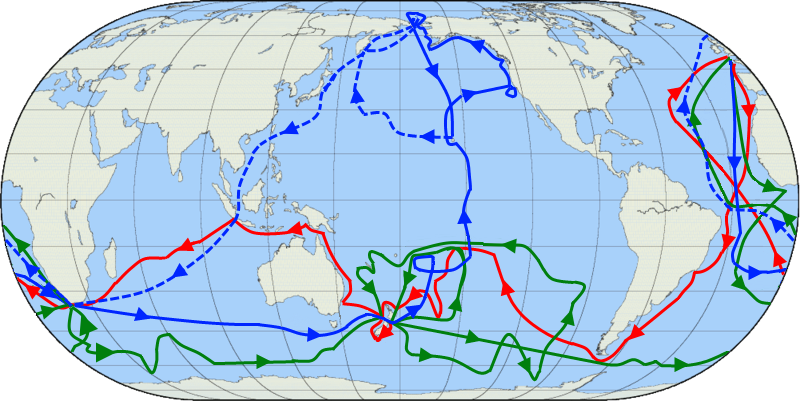
Trasa trzech podróży Jamesa Cooka. Pierwsza zaznaczona jest na czerwono, druga na zielono, a trzecia na niebiesko. Przerywana niebieska linia to powrót ekspedycji Cooka po jego śmierci.

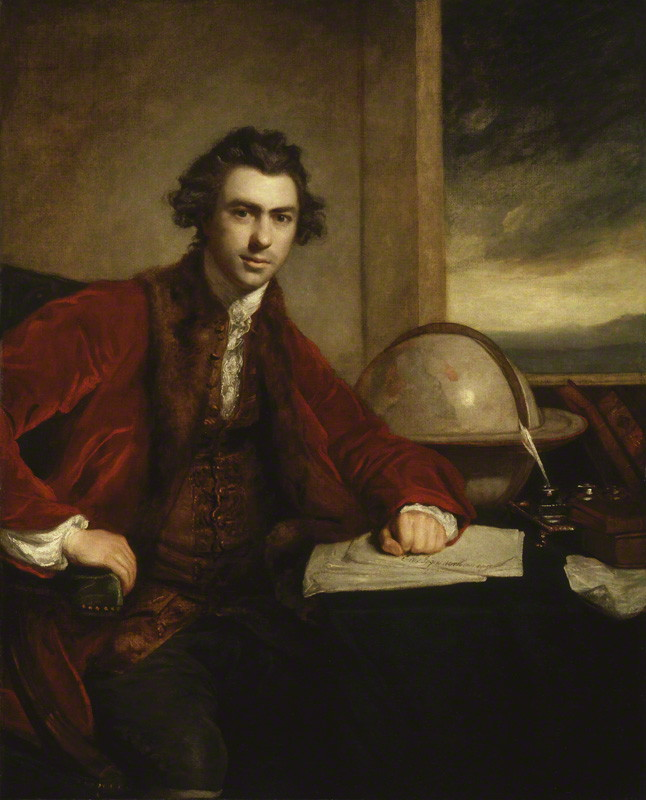
Joseph Banks (1743–1820), brytyjski przyrodnik, uczestnik pierwszej wyprawy. Po śmierci Jamesa Cooka stał się pierwszym egzekutorem dziedzictwa Cooka

26 sierpnia 1768 roku dowodzony przez Cooka „Endeavour” wypłynął z Plymouth. Statek zaopatrzono między innymi w: tony sucharów okrętowych, solonej wieprzowiny i solonej wołowiny, 1200 galonów piwa, 1600 galonów mocniejszych alkoholi (araku, brandy i rumu), 3032 galony wina z Madery. Dzienny przydział alkoholi na marynarza wynosił galon piwa lub pintę rumu rozcieńczonego wodą. Co drugi dzień załoga zamiast mięsa jadła ser i owsiankę. Na pokładzie znajdowały się 94 osoby. Na pokładzie statku znalazł się także Joseph Banks, przyrodnik wykształcony w Harrow, Eton i na Oksfordzie, dwudziestopięcioletni dziedzic dużej fortuny, który za uczestnictwo w ekspedycji zapłacił dziesięć tysięcy funtów szterlingów.

#### Tahiti

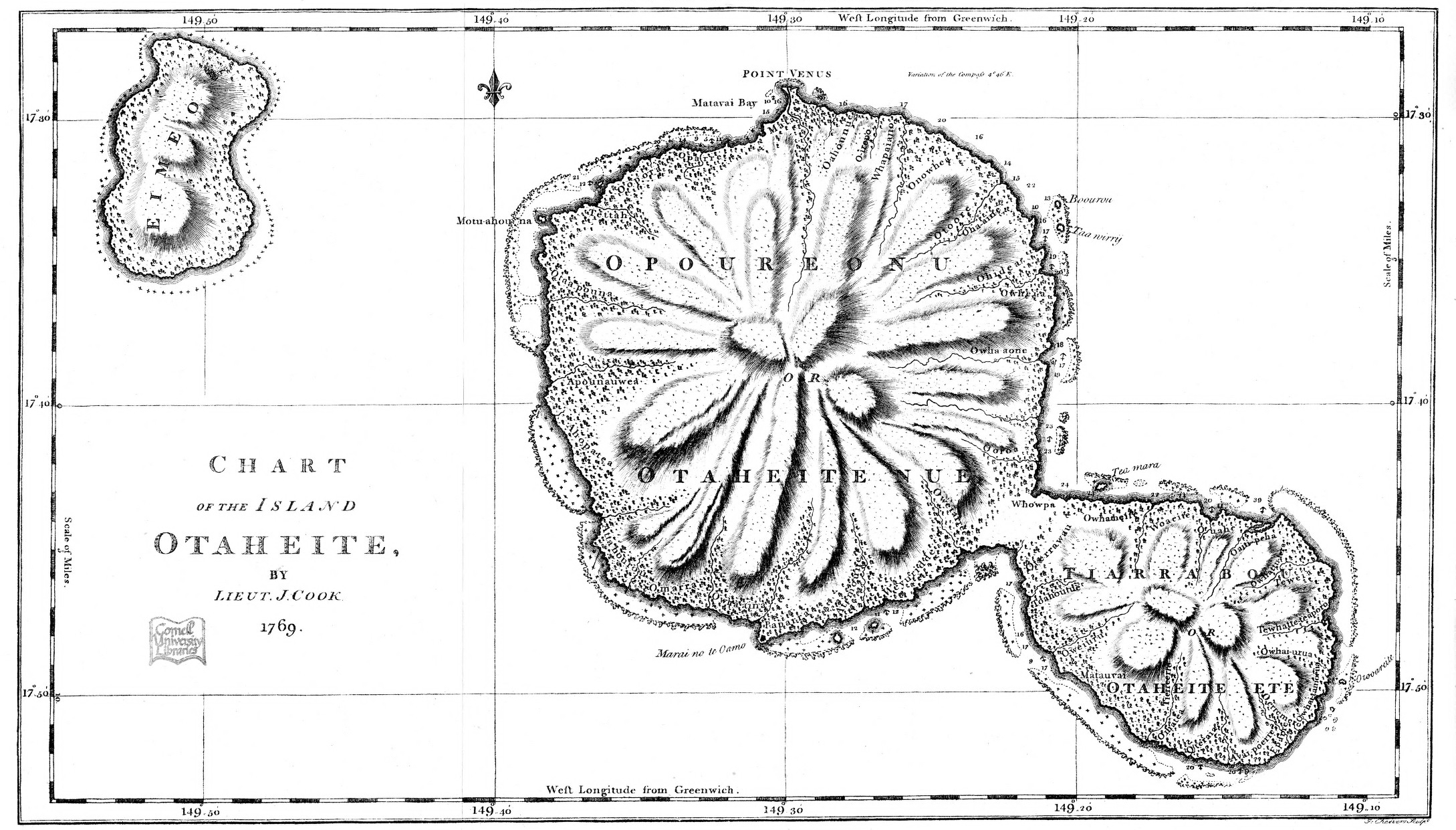
Mapa Tahiti sporządzona przez Cooka

Podążając szlakiem wytyczonym przez Ferdynanda Magellana, w 13 kwietnia 1769 roku ekspedycja dopłynęła do Zatoki Matavai przy Tahiti. Na miejscu załoga „Endeavoura” odnalazła kilku członków załogi „Dolphina”, która dopłynęła do wyspy w 1767 roku. Tubylcy wyszli na spotkanie z Cookiem i Banksem z zielonymi bukietami (symbolem pokoju). Kapitana statku i naukowca nazwano tiao (przyjaciele) i ofiarowano im perfumowane tkaniny. 14 kwietnia rozpoczęto budowę obozu, nazwanym przez Cooka Przylądkiem Wenus. Jednym z większych problemów podczas pobytu na wyspie było rozpowszechnienie się syfilisu wśród załogi (obecnie przyjmuje się, że ta choroba nie była kiłą lecz framboezją, tropikalną chorobą skóry objawami przypominającą syfilis).
Podczas pobytu na Tahiti Cook powierzył Banksowi nadzór nad handlem pomiędzy Brytyjczykami a Tahitańczykami.
W zachowanej relacji Cook opisał rytuał Tahitańczyków należącej do ariori, tamtejszej sekty: publiczny stosunek seksualny pomiędzy wysokim młodzieńcem a dziesięcioletnią (lub dwunastoletnia) dziewczynką. Kopulacja miała charakter ceremoniału, podczas którego starsze kobiety pouczały dziewczynkę, jak powinna się zachowywać podczas rytuału. Opis sceny wzbudził sensację w Wielkiej Brytanii i spotkał się z potępieniem ze strony anglikańskiego kleru. Załoga „Endeavoura” była zszokowana i obrzydzona publiczną ceremonią.
3 czerwca 1769 roku Cook wraz z Solanderem i Greenem obserwował przejście Wenus przez tarczę słoneczną. Wykonane pomiary okazały się niedokładne, co uniemożliwiło obliczenie odległości Wenus od Ziemi. Cook zanotował, że pomimo czystego nieba zaobserwował „mglisty cień” rozmywający kontury planety. Po zakończeniu obserwacji Cook i Banks prowadzili prace kartograficzne wśród sąsiednich wysp. Podczas całej wyprawy Banks pozostawił wiele rysunków i szczegółowe opisy flory i fauny Polinezji. Banks w swoim dzienniku Zachowanie i obyczaje mieszkańców wysp Mórz Południowych zrelacjonował liczne zwyczaje kulturowe mieszkańców wyspy, dziesiątki tahitańskich słów wraz z tłumaczeniem, teksty piosenek w języku tahitańskim.
13 lipca 1769 roku „Endeavour” odpłynął z Tahiti. Do załogi dołączył Tupaia, wysoki kapłan opisywany przez Cooka jako bardzo inteligentnego człowieka, znającego okoliczne morza. Tupaia zabrał ze sobą służącego, chłopca o imieniu Taiata.

#### Nowa Zelandia

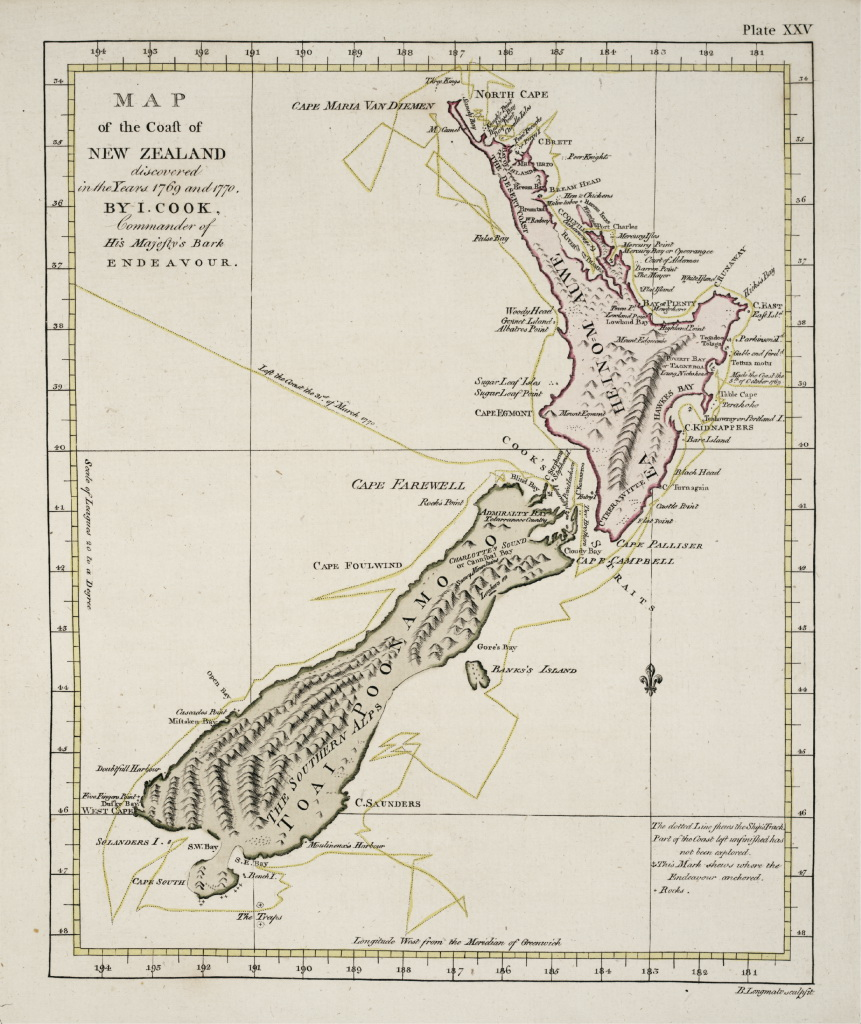
Mapa Nowej Zelandii sporządzona przez Cooka

15 lipca „Endeavour” dotarł na Huahine, a 20 lipca do Raiatei. Po wylądowaniu na Raiatei Cook wciągnął angielską flagę i wziął w posiadanie Raiateę i okoliczne wyspy. Okoliczny archipelag Cook nazwał Wyspami Towarzystwa ze względu na bardzo bliskie położenie wysp. Z Raiatei Cook skierował się na Bora-Bora (26 lipca), jednak nie udało mu się wylądować na wyspie.
8 października 1769 roku załoga Cooka dopłynęła do Wyspy Północnej Nowej Zelandii. Wyspę jako pierwszy dostrzegł dzień wcześniej dwunastoletni członek załogi Nick Young. Kilka dni po dostrzeżeniu brzegu „Endeavour” rzucił kotwicę przy Poverty Bay (Zatoce Ubóstwa). Po wyjściu na brzeg załoga trafiła na grupę Maorysów tańczących haka (taniec wojenny). Spotkanie z Maorysami zakończyło się pojedynkiem. Opuściwszy Poverty Bay, Cook skierował się na południe, ale widząc jałowe wybrzeże zwrócił się na północ, opływając wyspę w kierunku przeciwnym do ruchu wskazówek zegara. Przez dłuższy czas załoga statku nie mogła wylądować na brzegu ze względu na agresywność Maorysów, jednak Brytyjczykom i tubylcom udało się podjąć współpracę handlową. W dniach 23–29 października „Endeavour” przebywał nad Zatoką Cooka. Było to pierwsze miejsce w Nowej Zelandii, na którym udało się zatrzymać na dłużej. Podczas wyprawy „Endeavour” przepłynął przez cieśninę, nazwaną imieniem Cooka.
„Endeavour” pozostawał na wodach Nowej Zelandii przez sześć miesięcy, ale jedynie niecałe dwa miesiące stał na kotwicy w pobliżu lądu. Podczas pobytu w okolicy wysp udało się sporządzić dokładną mapę Nowej Zelandii. Cookowi udało się dowieść, że Nowa Zelandia nie jest półwyspem legendarnego południowego kontynentu. Obserwując rozproszenie plemiona Wysp Północnej i Południowej Cook zwrócił uwagę na podobieństwo dialektów i języka tahitańskiego. Podczas pobytu w Nowej Zelandii Banks i Daniel Solander zebrali przykłady czterystu gatunków roślin, ptaków, owadów, ryb, muszli oraz kamieni.

#### Australia

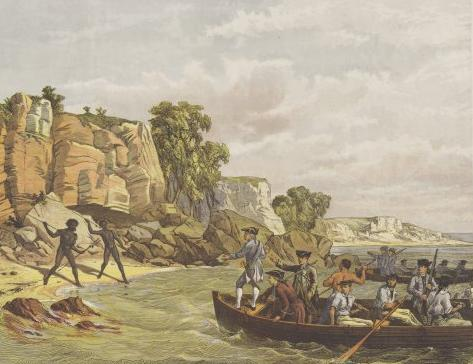
Załoga Jamesa Cooka na Zatoce Botanicznej

Po odpłynięciu z Nowej Zelandii Cook zaczął przygotowywać się do powrotu do Wielkiej Brytanii. 20 kwietnia 1770 roku „Endeavour” dotarł do okolic Point Hicks. Nieznany ląd jako pierwszy zaobserwował porucznik Zachary Hicks. Cook od początku zakładał, że zaobserwowana ziemia to wschodnie wybrzeże Nowej Holandii. Statek Cooka był pierwszym europejskim okrętem, który dopłynął do wschodniego wybrzeża Australii. Wzburzone morze i przeciwne wiatry nie pozwoliły przybić do brzegu. Płynąc w górę wschodniego wybrzeża Australii Brytyjczycy znaleźli w nim drewno, nieznane wcześniej rośliny i ławice ryb. 29 kwietnia „Endeavour” dopłynął do Zatoki Botanicznej. Wtedy po raz pierwszy Cook dostrzegł Aborygenów, którzy jednak okazali obojętność w stosunku do załogi statku.
Problemem stawało się coraz większe rozdrażnienie załogi, mającej dosyć wyprawy naukowej. Podczas pobytu w okolicach Australii kilku mężczyzn okaleczyło sekretarza Cooka. 11 czerwca „Endeavour” dopłynął do Przylądka Udręki. O zachodzie słońca „Endeavour” trafił na Wielką Rafę Koralową. Rafa koralowa przebiła dno statku. Przy odpompowywaniu wody pracowała cała załoga statku, łącznie z naukowcami. 18 czerwca, tydzień po uderzeniu w rafę, „Endeavour” wpłynął do rzeki, nazwanej później Endeavour. Znajdując się w okolicach dzisiejszego Cooktown naprawiono statek oraz zbadano okolice. 23 kwietnia Europejczycy po raz pierwszy zobaczyli kangury, a później także psy dingo, aligatory oraz nietoperze podobne do rudawki wielkiej. Nazwa kanguru była zniekształconą formą nazwy gangurru pochodzącej z języka miejscowego ludu. Lokalna nazwa zwierzęcia zachowała się dzięki liście stu pięćdziesięciu słów spisanej przez malarza Sydneya Parkinsona.
Napotkani w tym miejscu Aborygeni należeli do plemienia Guugu Yimidhirr. Odbiór Aborygenów przez załogę statku był zróżnicowany. Cook wyrażał się o tubylcach życzliwie, z kolei Banks umiejscawiał rdzennych mieszkańców Australii pomiędzy ludźmi, a zwierzętami. Według relacji Cooka załoga uznała tubylców generalnie za lud prymitywny, nie interesujący się europejskimi dobrami. Cook twierdził jednak, że za sprawą nieznajomości dóbr nie zaznają nierówności społecznych, co pozwala im żyć w spokoju.
22 sierpnia „Endeavour” dopłynął do półwyspu Jork. Ponownie największym problemem podczas podróży było pokonanie rafy koralowej. Kanał wiodący przez rafy Cook nazwał Kanałem Opatrzności. Po przepłynięciu przez kanał „Endeavour” dotarł do Wyspy Possession. Na Wyspie Cook w imieniu króla Jerzego III objął w posiadanie ziemie nazwane Nową Południową Walią. Nazwa ta utrzymała się przez trzydzieści lat. Nadana przez Matthew Flindersa nazwa Australia stopniowo wyparła Nową Południową Walię, która stała się nazwą stanu.

#### Powrót do Wielkiej Brytanii
Po odpłynięciu z Nowej Południowej Walii „Endeavour” dotarł do Cieśniny Torresa. Udowodniwszy, że Nowa Południowa Walia jest oddzielona od Nowej Gwinei morzem Cook zdecydował się na obranie kursu do Wielkiej Brytanii. Następnie Cook zatrzymał się na Nowej Gwinei i wyspie Sawu w celu pilnego zaopatrzenia i naprawy okrętu. 5 października 1770 roku „Endeavour” przybył do Batawii (dzisiejszej Dżakarty). Podczas pobytu w Batawii prawa cała załoga zachorowała (najprawdopodobniej na dur brzuszny lub cholerę). W wyniku epidemii zmarło siedmiu członków załogi, w tym Tupaia (17 grudnia 1770 roku). Po trwającym dziesięć tygodni remoncie, „Endeavour” wyruszył w dalszą drogę. Poważnym problemem stała się epidemia dyzenterii. Wśród zmarłych na tę chorobę znaleźli się między innymi: astronom Charles Green, rysownik Sydney Parkinson oraz cieśla John Satterly. Śmierć części załogi przygnębiła resztę i doprowadziła do postępującej anarchii. Po jedenastu tygodniach od opłynięcia z Batawii „Endeavour” dopłynął do Kapsztadu, a następnie zatrzymał się na Wyspie Świętej Heleny.
13 lipca 1771 roku okręt dotarł do Downs. Cook przekazał raport Admiralicji 17 lipca. Relacje Banksa spotkały się z ogromnym zainteresowaniem, a sam botanik skupiał większą uwagę opinii publicznej niż Cook. Pełniący funkcję kapitana Cook, będący de facto porucznikiem, po zakończeniu wyprawy awansował na stopień kapitana.
Podczas pierwszej wyprawy zmarło 36 członków statku, jeden zmarł wkrótce po powrocie do Anglii oraz jeden zdezerterował. Podczas podróży Cook miał duże trudności z utrzymaniem dyscypliny wśród swoich marynarzy, którzy korzystali z wielkiego zainteresowania ze strony polinezyjskich kobiet. Cooka zapamiętano jako osobę wymagającą wiele od siebie i załogi, jednak będącą pobłażliwą wobec mieszkańców wysp oceanicznych. Twierdził, że Brytyjczycy, żądni bogactwa i stosunków seksualnych, zdemoralizują wyspiarzy. Surowo karał złodziei broni, narzędzi metalowych i gwoździ niezależnie od tego, czy złodziejem był członek załogi lub tubylec.

### Druga podróż (1772–1775)

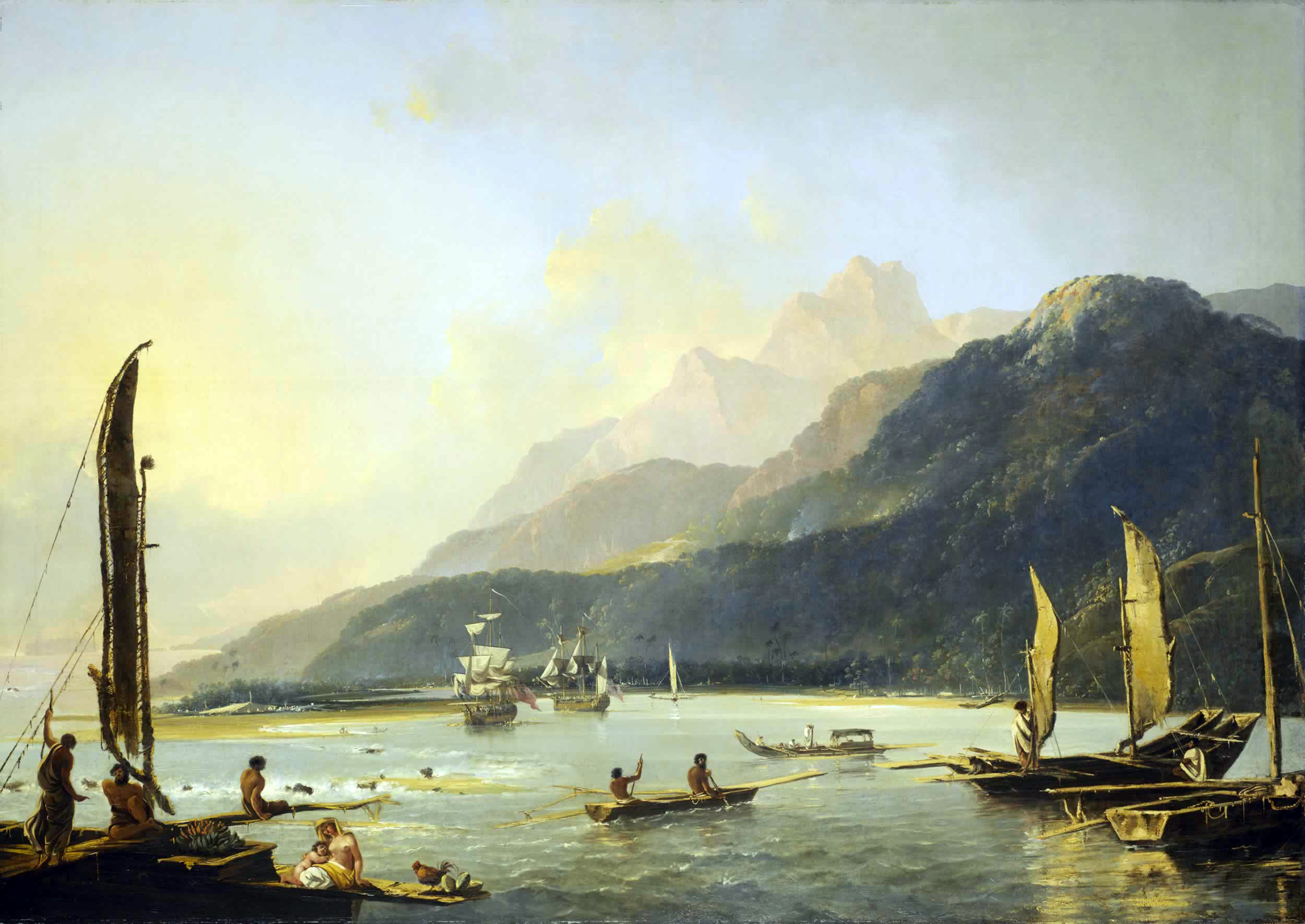
Statki Cooka Resolution i Adventure na Tahiti, mal. W. Hodges

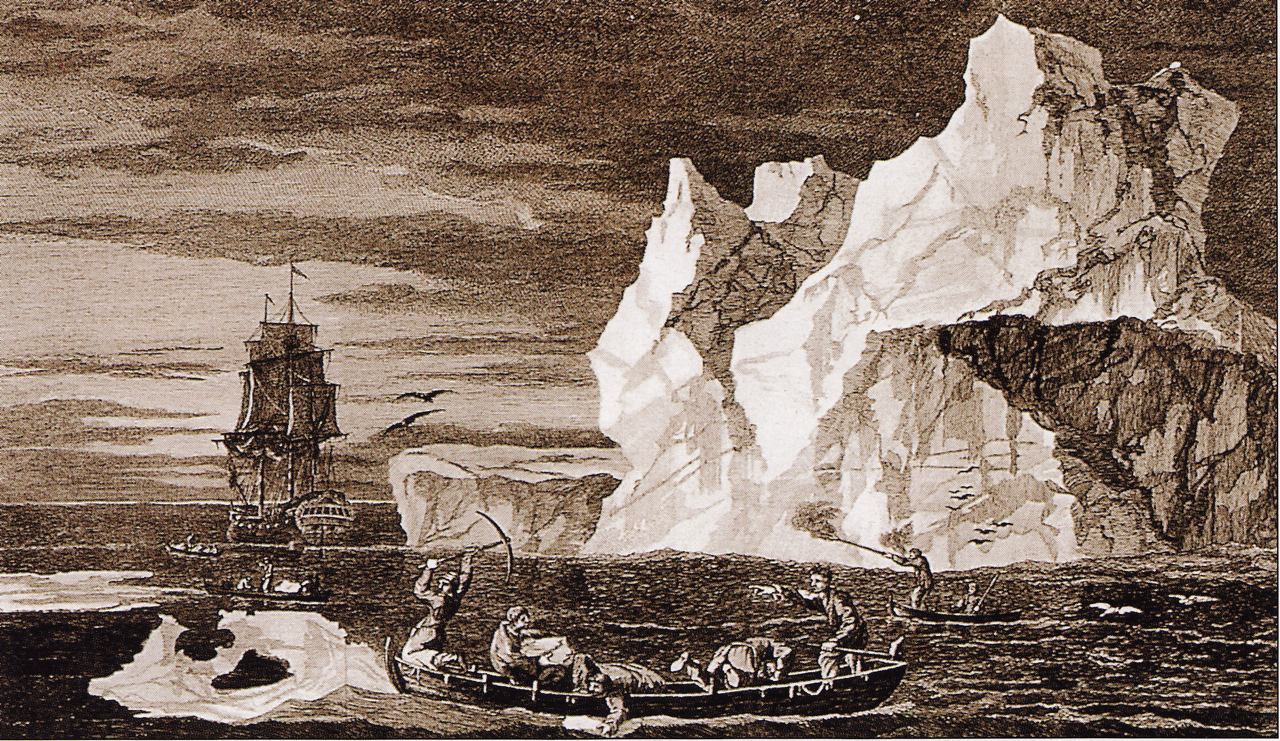
Załoga Cooka w pobliżu Antarktydy, 9 stycznia 1773

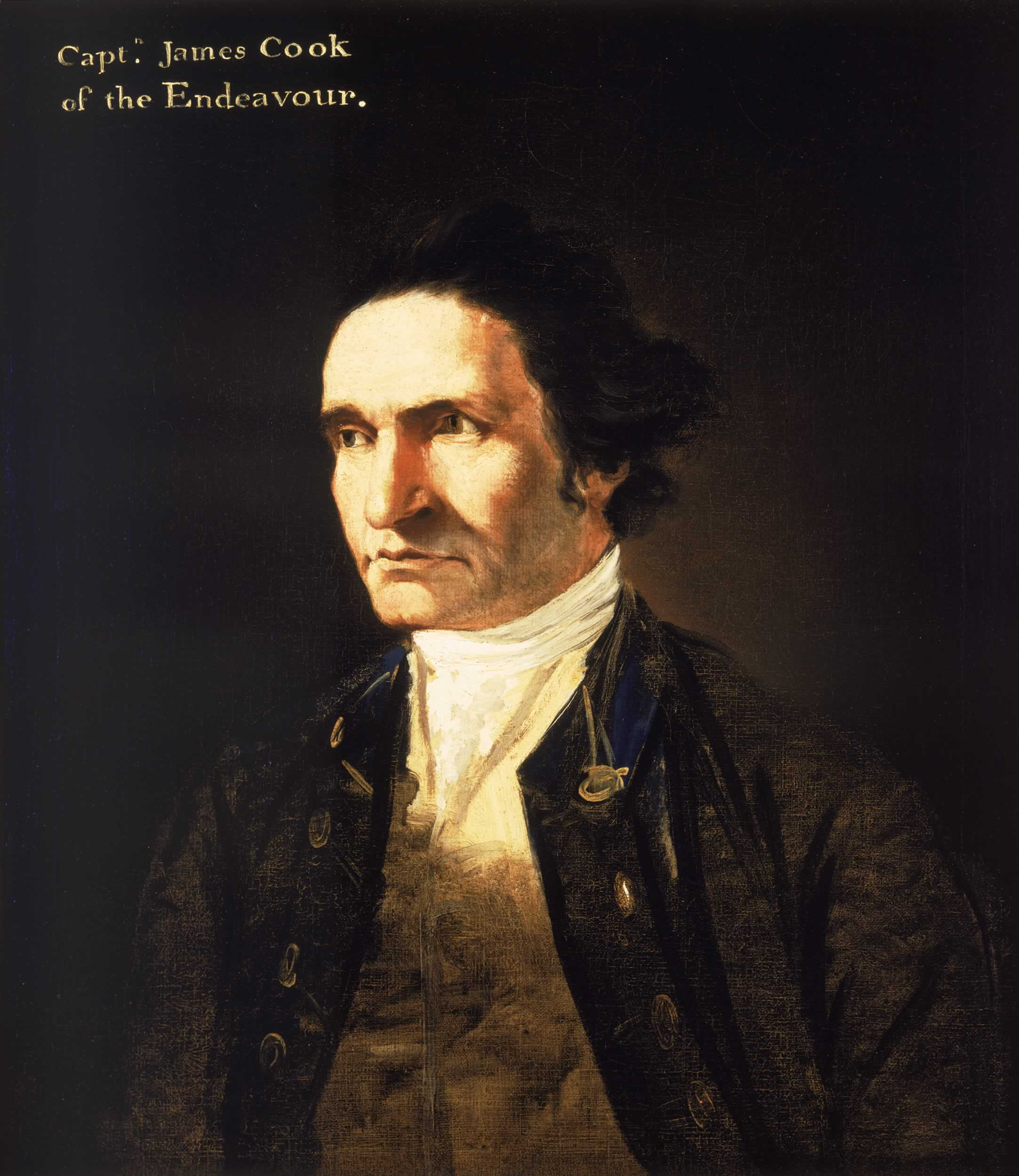
Portret Jamesa Cooka, 1775 lub 1776

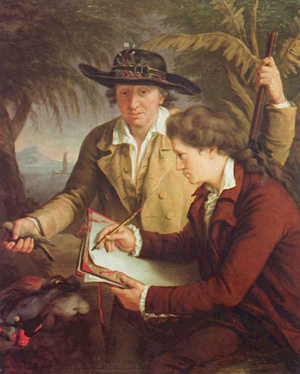
Johann Reinhold Forster i jego syn Georg

Pomimo braku odkrycia Lądu Południowego, pierwsza wyprawa Cooka wiele osiągnęła, a o ich skutkach przekonano się wkrótce po skolonizowaniu Australii, Nowej Zelandii i innych wysp Oceanii. W swoim sprawozdaniu Cook stwierdził, że tajemnicę Lądu Południowego można wyjaśnić w kolejnej wyprawie, która spenetrowałaby akweny rozciągające się pomiędzy 40 a 60° szerokością geograficzną południową. Admiralicja przekonała się do propozycji Cooka i powierzyła mu dowództwo kolejnej ekspedycji.
13 lipca 1772 roku wypłynęły dwa statki: „Resolution” (pod komendą Cooka) i „Adventure” (dowodzonej przez Tobiasa Furneauxa). W wyprawie wzięli udział między innymi: gdański przyrodnik Johann Reinhold Forster, jego syn Georg (późniejszy profesor Uniwersytetu Wileńskiego) oraz szwedzki przyrodnik Andreas Sparrman. Forsterowie po wyprawie opublikowali dwa dzieła wraz z relacją i wynikami swoich obserwacji naukowych. W drugiej wyprawie wzięło udział siedemnastu członków pierwszej ekspedycji. Miał w niej wziąć udział także Joseph Banks, jednak zrezygnował po nieuwzględnieniu jego wymagań co do udziału w misji badawczej.
Po uzupełnieniu zapasów w Maderze (2 sierpnia) Cook skierował się w rejs wokół Afryki. 17 stycznia 1773 roku wyprawa jako pierwsza w dziejach odkryć geograficznych dotarła do koła podbiegunowego południowego. Po zimie spędzonej w Polinezji w 1774 roku Cook podjął się drugiej próby wyprawy na południe. Dotarł do 71 równoleżnika, po czym utknął w polu lodowym. Rok później Cook wyruszył w trzecią wyprawę w stronę Antarktydy.

#### Tonga
2 października 1773 roku „Resolution” dopłynął do wysp Tonga. Według relacji Cooka tubylcy wypłynęli czółnami na powitanie okrętu i weszli na pokład, a po wylądowaniu statku zgotowali załodze statku przyjęcie powitalne, złożone z kavy, bananów i kokosów. Cook jako jedyny odważył się spróbować kavy. Zdumienie wzbudził u niego kult tahama – świętego dziecka oraz stosunek Tongijczyków do króla. Cook pozostał na wyspach przez kilka dni.

#### Niue
25 marca 1774 roku James Cook dopłynął do Nowej Zelandii, a 21 czerwca 1774 roku do Niue. W dziennikach Cooka Niue jest nazywane Dziką wyspą, za sprawą agresywnych tubylców rzucających kamieniami i ciskających dzidy w Brytyjczyków. Zaraz po dopłynięciu do wyspy botanicy zaczęli zbierać rośliny, a marynarze wciągnęli brytyjską flagę i objęli w posiadanie wyspę. Po kilku godzinach załoga statku zobaczyła mieszkańców wyspy pomalowanych w pasy na czarno, czerwono i biało. Po tym, jak jeden z Niueńczyków rzucił kawałkiem korala w Andersa Sparrmana, botanicy zaczęli strzelać z muszkietów w celu odstraszenia rdzennych mieszkańców Niue. Załoga wróciła do okrętu i popłynęła wzdłuż wybrzeża, szukając innego miejsca do wylądowania. Według relacji Cooka, mieszkańcy wyspy mieli usta pomazane na czerwono. Wroga postawa wobec Cooka prawdopodobnie wynikała z lęku Niueńczyków przed przewożonymi z zewnątrz chorobami. Raport Cooka zniechęcił innych podróżników do badania Niue. Po opłynięciu z Niue Cook po raz drugi skierował się do wysp Tonga.

#### Dalsze odkrycia i powrót do Wielkiej Brytanii
W listopadzie 1773 roku wyprawa ponownie przekroczyła krąg polarny, jednak zatory lodowe uniemożliwiły dalszą podróż na południe. Wyprawa odwiedziła także archipelag Juan Fernández, Wyspę Wielkanocą i Tahiti. Na trasie dalszej żeglugi znalazły się Nowe Hebrydy (dzisiejsze Vanuatu). Badając Oceanię odkryto również wyspę, nazywaną przez tubylców Baladee (Wielka Ziemia). Brytyjczycy nazwali nowo odkrytą wyspę Nową Kaledonią, gdyż jej rzeźba przypominała żeglarzom krajobraz Szkocji. W Nowej Kaledonii James Cook oraz Forsterowie zatruli się wątrobą tetraodona. Dzięki szybkiej pomocy medycznej (zażycie środków wymiotnych i napotnych) udało im się przeżyć.
W listopadzie 1774 roku Cook skierował się do Europy. Podczas powrotu przez przylądek Horn Cook bezowocnie próbował znaleźć Ląd Południowy między Nową Zelandią a Ameryką Południową. Podczas drogi powrotnej wyprawa zawijała kolejno: przy Przylądku Dobrej Nadziei, na wyspach Wniebowstąpienia, św. Heleny i Azorach, by ostatecznie 29 lipca 1775 roku wrócić do kraju. Podczas wyprawy z załogi „Resolution” ubyło czterech ludzi (jeden zmarł na gruźlicę, dwóch utonęło, jeden spadł do luku), a „Adventure” trzynaście osób. Po wyprawie Cooka uhonorowano Medalem Copleya za starania, by utrzymać marynarzy w dobrym zdrowiu.
W sierpniu 1775 roku Cook złożył podanie i otrzymał stanowisko kapitana Królewskiego Szpitala w Greenwich. Stanowisko to zapewniło Cookowi pensję w wysokości dwustu trzydziestu funtów rocznie oraz mieszkanie, drewno opałowe i dodatek na wyżywienie.

### Trzecia podróż (1776–1779) i śmierć

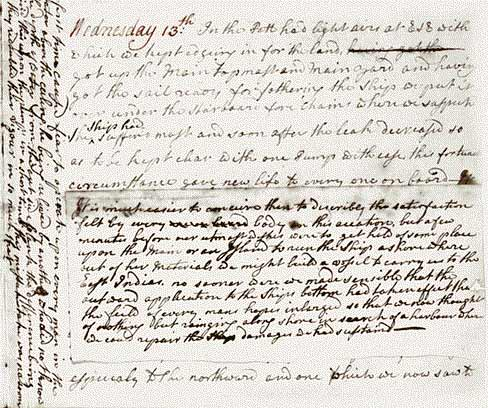
Dziennik pokładowy Cooka

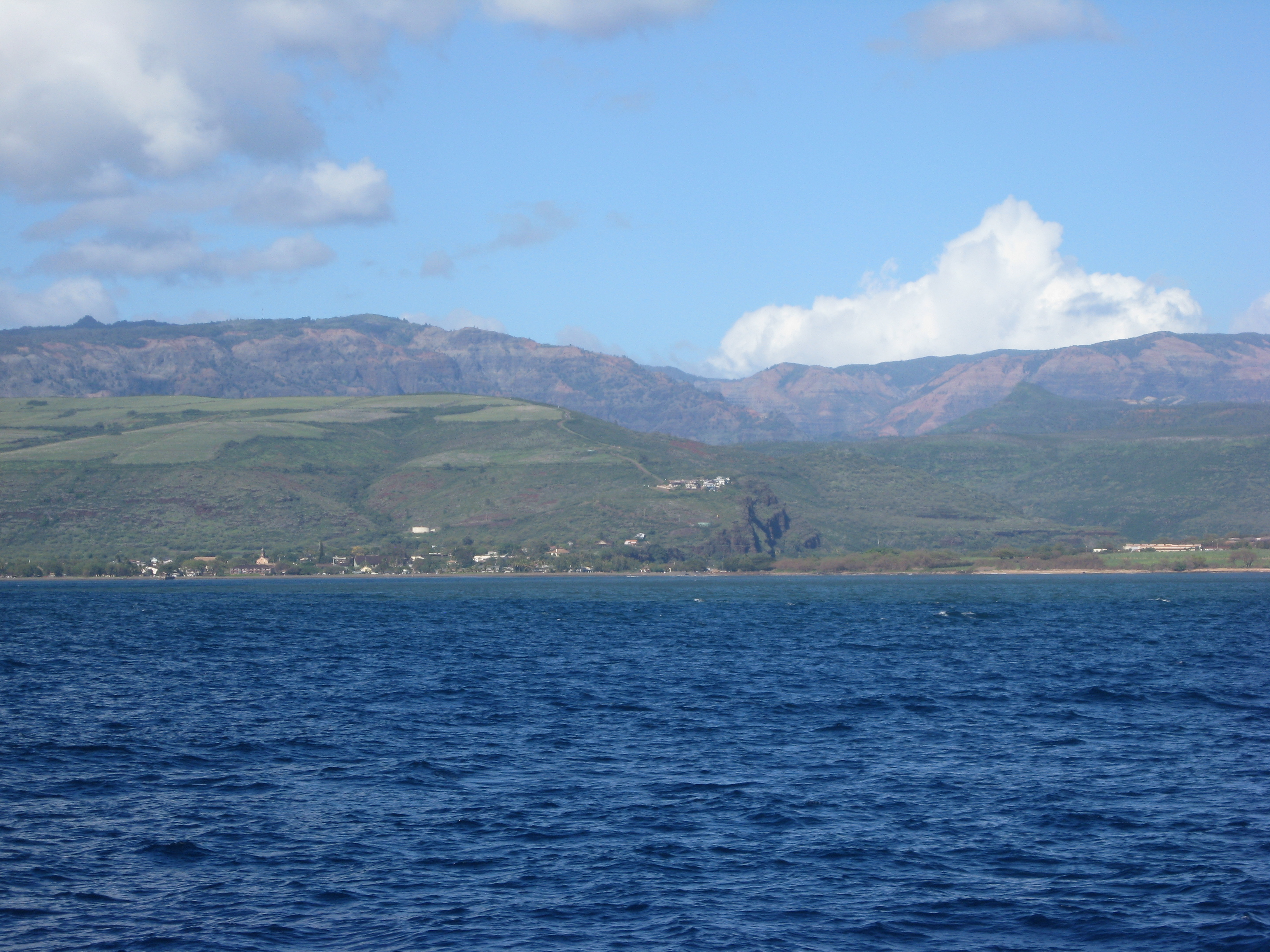
Wyspa Waimea w północnej części archipelagu Hawaje, odkryta przez Cooka pod koniec 1777 roku

W lipcu 1776 roku na statku „Resolution” Cook podjął trzecią wyprawę badawczą. Towarzyszyli mu dowódcy drugiego statku „Discovery” Charles Clerke, George Vancouver (odkrywca wysp Snares i Chatham, a później też odkrywca wybrzeży Ameryki Północnej) i James Bruney (zastępca Forneaux z poprzedniej wyprawy). Ze względu na wcześniejsze konflikty, Cook nie zaproponował Forsterom udziału w trzeciej wyprawie.
Płynąc wokół Przylądka Dobrej Nadziei, Wyspy Mariona (gdzie Cook nazwał archipelag, w którą wchodzą owe wyspy, Wyspami Księcia Edwarda) i zatrzymując się na Wyspie Kerguelena, 10 lutego 1777 roku Cook po raz trzeci dopłynął do Nowej Zelandii, a kilka miesięcy później po raz drugi do Wysp Przyjacielskich. Na Wyspach Przyjacielskich Cook podarował tongijskiej rodzinie królewskiej żółwia promienistego Tu'i Malila przywiezionego z Madagaskaru. Płynąc po wodach południowego Pacyfiku ekspedycja odkryła: niektóre wyspy w archipelagu Fidżi, archipelag (nazwany później Wyspami Cooka), niektóre wyspy Archipelagu Line (wśród nich największą wyspę archipelagu – Wyspę Bożego Narodzenia, nazywaną obecnie Kiritimati).
Płynąc w pobliżu Tahiti Cook odstawił Tahitańczyka Omai, którego Tobias Furneaux z „Adventure” przywiózł do Anglii gdzie występował w roli atrakcji. Joseph Banks obwoził Tahitańczyka po Londynie w ubraniu z białej satyny i manczesterskiego aksamitu oraz przedstawił go królowi Jerzemu III Hanowerskiemu. Będąc na Tahiti Cook uniósł się gniewem po kradzieży dwóch kóz. Wściekłość Cooka i chęć krwawej zemsty zaskoczyło załogę statku, znającego Cooka jako osobę spokojną, ale też i stanowczą. Zmiana charakteru Cooka wynikała prawdopodobnie z przyczyn fizycznych. Sir James Watt, chirurg-admirał Marynarki Brytyjskiej, uznał, że Cook cierpiał na niedrożność jelit. Choroba wynikała z zarażenia glistą ludzką, co skutkowało niedoborem witaminy B. Brak tej witaminy objawia się zatwardzeniem, zmęczeniem, depresją, drażliwością, utratą inicjatywy i zainteresowania. Inne możliwe przyczyny to: zachorowanie na kolkę żółciową, choroba wrzodowa, zapalenie pęcherzyka żółciowego, rwa kulszowa, uzależnienie od opiatów lub też wyczerpanie fizyczne i psychiczne.
18 stycznia 1778 roku ekspedycja dopłynęła na Hawaje, do północnej części archipelagu. Według obserwacji Cooka, wyspiarze mówili językiem podobnym do języków używanych przez mieszkańców Oceanii. Dopłynięcie statków przyjęte zostało ze zdumieniem ze strony Hawajczyków. Według relacji porucznika Jamesa Kinga, wyspiarze uznali załogę za istoty wyższe, a Cooka za boga. Do dopłynięciu do wysp Cook natychmiast zakazał marynarzom obcowania z kobietami z obawy o rozpowszechnienie chorób wenerycznych. Zarażony marynarz, który złamał zakaz, był skazywany na dwadzieścia cztery baty chłosty. Pomimo zakazu członkowie załogi przebierali kobiety za mężczyzn i prowadzili je na pokład. Zakaz stosunków dotyczył także załogi „Discovery”. Krótko do dopłynięciu Cook nazwał archipelag wyspami Sandwich.

#### Przejście Północno-Zachodnie
W grudniu 1777 roku po opuszczeniu Tahiti ekspedycja skierowała się na północ w celu zbadania wód północnego Pacyfiku i odnalezienia Przejścia Północno-Zachodniego. Dotychczasowe próby znalezienia przejścia kończyły się niepowodzeniem. Pokonawszy Ocean Spokojny, Cook dopłynął do Ameryki Północnej (do okolic dzisiejszego Oregonu) i ruszył do Kolumbii Brytyjskiej. Po postoju w Cieśninie Nootka, wiosną w 1778 roku wyruszył na północ do 65 równoleżnika. Zgodnie z rozkazami Admiralicji miał przeszukać wybrzeże, starając się odnaleźć fiordy i rzeki mogące być trasami prowadzącymi do Przejścia Północno-Zachodniego. Cook znajdując się na Morzu Beringa do tego stopnia popełniał błędy nawigacyjne, że jedną z wysp trzykrotnie nazywał, uznając ją każdorazowo za nowe miejsce. Napotkani ludzie wydawali się Brytyjczykom dziwakami, wkładającymi kości zdobione paciorkami przez duże otwory, przecięte pod dolną wargą. Cookowi spodobały się miejscowe ubrania: opończe z futer wydr i bobrów. Krajowcy nieświadomi rzeczywistej wartości przedmiotów w Europie oddawali za pojedynczy paciorek dziesięć skór (wartych kilkaset funtów szterlingów, tj. wówczas nawet dziesięciokrotności rocznych zarobków marynarza).
27 czerwca 1778 roku Cook dopłynął do wyspy Unalaska. Cook nadał wyspie nazwę Wyspy Opatrzności (ang. Providence Island), za sprawą uratowania statku przed rozbiciem o skały. Przedostawszy się przez Cieśninę Beringa (nazwę nadał James Cook na cześć Vitusa Beringa, duńskiego żeglarza służącego w rosyjskiej marynarce), ekspedycja dotarła do 71° szerokości geograficznej. Nie mogąc pokonać pola lodowego ekspedycja sporządziła jedynie mapy Półwyspu Czukockiego i Alaski. Cookowi udało się określić dokładny zasięg lądów na Morzu Beringa, czego nie udało się wyprawie Vitusa Beringa podczas Wielkiej Ekspedycji Północnej z 1741 roku. Nie mogąc pokonać pokrywy lodowej Cook zdecydował się zawrócić. Statki wycofały się na południe pod koniec sierpnia 1778 roku. Ze względu na uszkodzenia „Resolution”, Cook wrócił na kilka dni do Unalaski. Płynąc wzdłuż wybrzeży Ameryki Północnej Cook dotarł do Alaski, a stamtąd popłynął najpierw ku Kamczatce, a potem na południe.

#### Hawaje

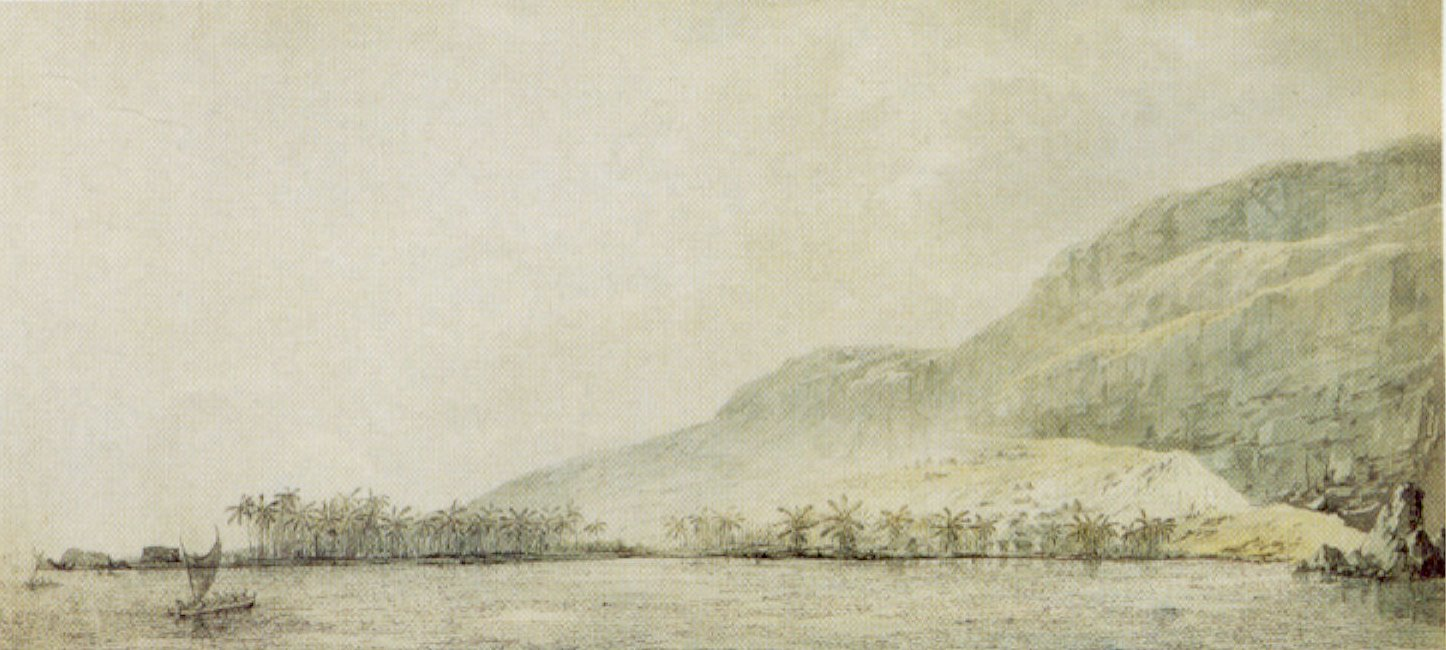
Zatoka Kealakekua na obrazie Johna Webbera, 1799

26 listopada 1778 roku ekspedycja wróciła na Hawaje, zatrzymując się w pobliżu wyspy Maui. Cook postanowił opłynąć wyspę bez przybijania do brzegu, by móc powstrzymać marynarzy przed nadmierną wymianą handlową i nawiązaniem stosunków seksualnych z kobietami oraz ograniczył przydział alkoholu dla marynarzy. Przed dopłynięciem na wyspy u niektórych marynarzy zauważono spuchnięte penisy i inne objawy chorób wenerycznych, które rozwinęły się w ciągu jedenastu miesięcy. 1 grudnia okręty dotarły do wyspy O'why'he (błędnego fonetycznego zapisu Hawaiʻi). Statki przez sześć tygodni opływały wyspę, prowadząc handel z tubylcami na czółnach.
Statki przybiły do brzegu 16 stycznia 1779 roku, kiedy na pokładzie „Resolution” skończyły się zapasy wody. Podobnie jak podczas pierwszej wizyty krajowcy potraktowali załogę z czcią. Na powitanie podpłynęło ponad tysiąc łodzi. 17 stycznia Cook po raz ostatni dokonał zapisu w dzienniku. Dalsze informacje dotyczące pobytu ekspedycji na Hawajach pochodzą z relacji porucznika Jamesa Kinga.
Według Kinga, tubylcy powitali Cooka i kilku jego ludzi pieśnią Lono, padli na ręce i kolana, chyląc czoła ku ziemi. Cooka i jego ludzi zaprowadzono do świątyni nad wodą, na której znajdowała się drewniana platforma ozdobiona dwudziestoma ludzkimi czaszkami. Następnie kapłan o imieniu Koah przeprowadził Cooka przez szereg rytuałów, podczas których Cook pozostawał bierny. Kapitan wspiął się na podwyższenie, gdzie Koah owinął go czerwoną tkaniną. Koah wraz z Cookiem uderzyli czołem przed rzeźbionymi wizerunkami i ucałowali je. Następnie kapłan wraz z kapitanem odmawiali modlitwy, a Hawajczycy nadal śpiewali Lono. Pod koniec rytuału Cooka obdarowano trzciną cukrową, patatami, orzechami kokosowymi i innymi produktami spożywczymi oraz cuchnącą świnią. Ceremonię zakończył inny kapłan, namaszczając ciało Cooka pulpą kokosową. Kapitan „Discovery” Charles Clerke również był traktowany z czcią.
Nieznane jest znaczenie ceremonii. Dominuje pogląd, że Hawajczycy uznali Cooka za wcielenie Lobo – potężnego boga płodności oraz starodawnego króla, który według wierzeń udał się na wygnanie po zamordowaniu żony w ataku zazdrości. Co roku, w porze Mahahiki Hawajczycy celebrowali symboliczny powrót Lobo. W ramach kultu kapłani nieśli wizerunek Lobo i okrążali wyspę. Prawdopodobnie tubylcy uznali Cooka za wcielenie Lobo, który tym razem wrócił na wyspę w ciele człowieka. Gananath Obeyesekere, antropolog z Uniwersytetu w Princeton stwierdził, że Hawajczycy byli zbyt racjonalnymi ludźmi i że uznali Cooka za postać zbliżoną do własnych najwyższych wodzów i traktowali go z taką samą czcią. Obeyesekere założył, że na Hawajach trwała bratobójcza walka pomiędzy członkami warstwy kapłańskiej a członkami klanu królewskiego i że oddając cześć Cookowi jedna ze stron chciała uzyskać pomoc od Anglików.
Pierwsze dni po przybyciu do zatoki Kealakekua upłynęły żeglarzom głównie na odpoczynku. Podczas pobytu na wyspie Charles Clerke jako pierwszy Europejczyk opisał surfowanie. Zgodnie z jego relacją Hawajczycy nazywali ten sport heʻe nalu. Z kolei według relacji spisanych na początku XIX wieku, Hawajczyków zachwycały u Brytyjczyków dziwne i pozorne magiczne czynności. Według mieszkańców wysp załoga statku miała luźną, pomarszczoną skórę (ubranie), „dziury na skarby w boku” (kieszenie), kanciaste głowy (trójgraniaste kapelusze) i wulkany w ustach (palenie tytoniu). Pismo było dla nich rodzajem dekoracji. Kobiety był zachwycone lusterkami, a mężczyźni metalowymi przedmiotami.
Dwa tygodnie po przybyciu na wyspę król i wodzowie zaczęli się pytać, kiedy Brytyjczycy odpłyną. Na Mauna Loa wyspiarze zgromadzili górę jedzenia i przedmiotów oraz zabawiali gości pokazami boksu i zapasów. 4 lutego 1779 roku „Resolution” i „Discovery” opuściły zatokę Kealakekua.

#### Śmierć Cooka

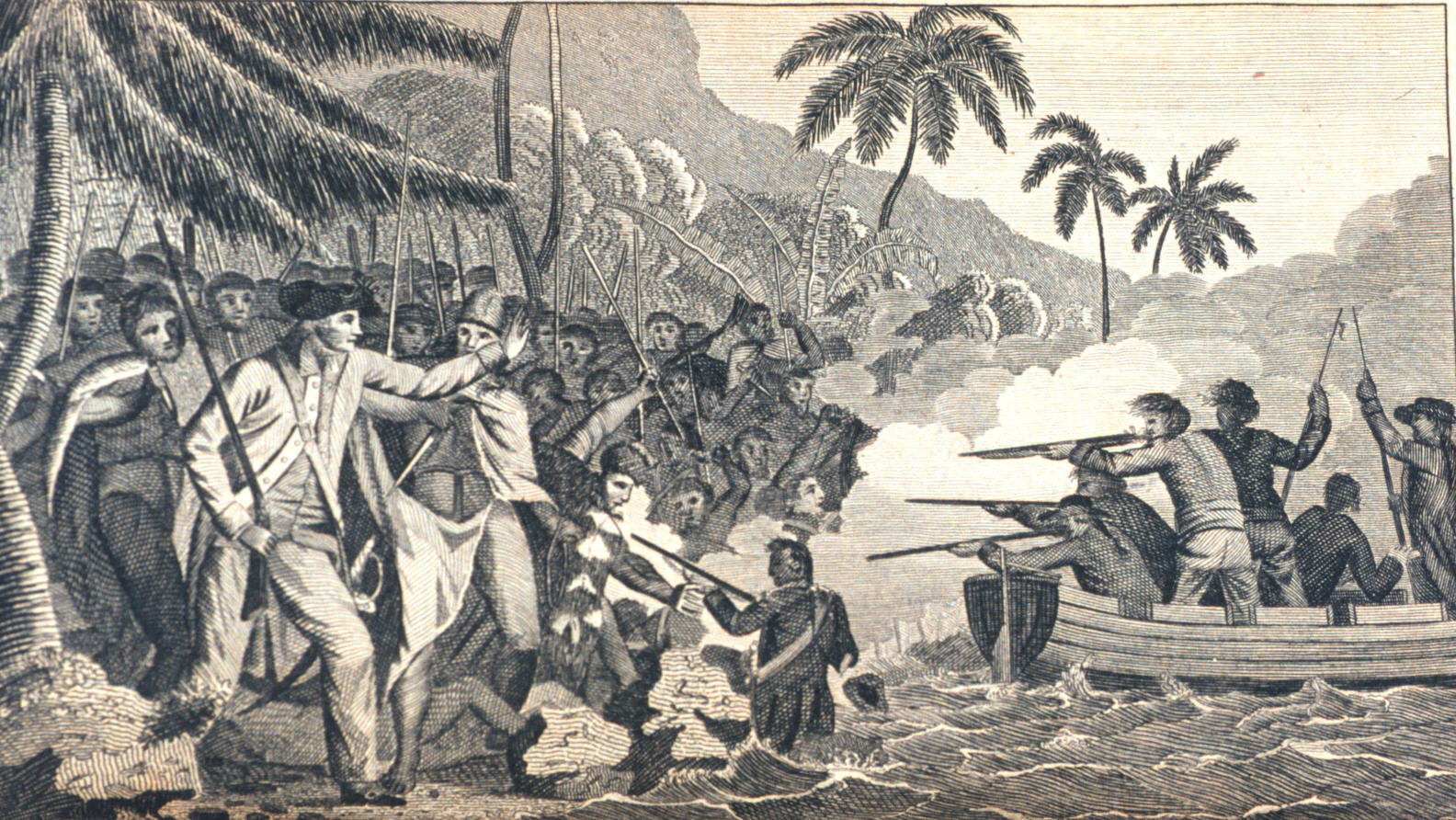
Śmierć Jamesa Cooka

Przez kolejne trzy dni statki płynęły na północ, ku cieśninie Alenuihaha między Maui i Hawaiʻi. Ze względu na zniszczenia „Resolution” podstawa fokmasztu na tyle przegniła, że zaczęła przesuwać się z płyty mocującej ją do kadłuba. Ponadto okręt przeciekał. Ze względu na pojawiające się sztormy Cook zdecydował się na powrót do zatoki Kealakekua. Powrót statków 10 lutego wzbudził zdziwienie i niepokój u tubylców.
Wszelkie ślady gościnności minęły 13 lutego. Wyspiarze napadali na marynarzy, szydzili z żołnierzy stanowiących ochronę i okradali statki. Podczas jednego z ataków doszło do szamotaniny: jeden z marynarzy uderzył wodza wiosłem, tłum obrzucił żeglarzy kamieniami i dwóch z nich pobił. Po kradzieży szczypiec zbrojmistrza Cook wziął udział w chaotycznej pogoni za człowiekiem, którego o nią posądzono. Powrót na okręt zdenerwował Cooka do tego stopnia, że wydał rozkaz załadowania muszkietów ostrą amunicją, a nie śrutem.
14 lutego 1779 roku tubylcy ukradli kuter „Discovery” z miejsca, gdzie stał przycumowany. Cook nakazał blokadę zatoki i ostrzał czółen krajowców, gdyby próbowali dostać się do niej. O siódmej rano na pokład „Resolution” powrócił James King, który spędził noc na brzegu. Chwilę później Cook i dziesięciu żołnierzy piechoty morskiej popłynęli na brzeg. Na wodzie, w pobliżu brzegu, czekali uzbrojeni marynarze na pokładzie dwóch szalup „Resolution”. Cook zamierzał schwytać wodza i trzymać go dopóki nie odzyska wszystkich ukradzionych rzeczy. Kapitan i żołnierze poszli do wioski wodzowskiej Kaʻawaloa i rozkazał porucznikowi Molesworthowi Phillipsowi wejść do chaty. Król wyspy zgodził się pójść na okręt. Gdy orszak zbliżał się do zatoki, nadciągnęli Hawajczycy. Na drugim końcu zatoki Brytyjczycy zabili jednego z wodzów, usiłującego sforsować blokadę. Przed wejściem na pokład jedna z żon króla oraz dwóch wodzów powstrzymało króla przed wejściem na pokład. W tym samym czasie Cooka i jego żołnierzy otoczył tłum, liczący kilka tysięcy ludzi.
Za zgodą króla żołnierze utworzyli nad wodą linię obronną. Tubylcy zaczęli zbierać kamienie i dzidy. W celu odwrócenia uwagi, Hawajczycy pozwolili żołnierzom przejść. Widząc znaczącą przewagę miejscowych, Cook porzucił plan wzięcia króla na zakładnika. Zgodnie z relacją Phillipsa Cook miał wydać rozkaz wejścia na łodzie, jednak jeden człowiek w tłumie zaczął machać żelaznym sztyletem i zagroził, że zaatakuje kapitana. Cook wystrzelił z pistoletu załadowanym śrutem. Huk wystraszył Hawajczyków. Wyspiarze zaczęli rzucać w Anglików kamieniami i włóczniami. Cook strzelił po raz drugi, zabijając jednego człowieka. Następnie rozkazał żołnierzom oddać salwę i uciec do łodzi. Żołnierze oddali w tłum salwę, ale zanim ponownie załadowali broń, Hawajczycy rzucili się do zatoki, by zmoczyć wodą bitewne maty. Do walki dołączyli żołnierze znajdujący się na łodziach. Cook próbował dostać się łodzi. Jedna z szalup zaczęła wiosłować w kierunku plaży, a druga (dowodzona przez Johna Williamsona) w głąb zatoki. W odległości dziesięciu metrów od szalupy Cook został zaatakowany przez Hawajczyków i porwany w głąb lądu. Gdyby potrafił pływać, zapewne zdążyłby dostać się łódź. Jeden z tubylców, o imieniu Kalanimano, skoczył na Cooka znienacka i dużą pałką uderzył go w tył głowy. Według relacji spisanej na początku XIX wieku, wojownik był zaskoczony, że Cook krzyknął z bólu. Wtedy Kalanimano pomyślał, że to człowiek, nie bóg, więc można było zabić kapitana. Po pierwszym ataku podbiegł kolejny mężczyzna i ugodził kapitana żelazem między łopatki. O ósmej rano, godzinę po opuszczeniu „Resolution”, kilka minut po wybuchu walk, Cook i czterech jego żołnierzy leżało martwych. Cudem przeżył George Vancouver. Zginęło również siedemnastu tubylców. Śmierć kapitana zszokowała załogę statku. Śmierć Cooka była tym bardziej szokująca ze względu na wcześniejsze zachowanie Cooka, zabraniającego żołnierzom strzelania do nowo napotkanych ludzi.
Nieznany jest powód nagłego pogorszenia relacji pomiędzy załogami statków a Hawajczykami. Według antropologa Marshalla Shalinsa, Cook ponownie pojawiając się na wyspie (tym razem po porze Makahiki) zaburzył pogląd Hawajczyków na jego osobę. Makahiki kończyło się pozorowaną bitwą, w której król odbierał Lono ziemię. Dzień przed śmiercią kapitana wojownik z wyspy spytał Cooka, czy jest walczącym człowiekiem (kanaka koa). Cook w odpowiedzi pokazał rękę pokrytą bliznami. Zakłada się też, że wyspiarze zwątpili w boskość Cooka i jego ludzi, gdy zobaczyli śmierć jednego z marynarzy i uszkodzony „Resolution”. Załoga statku twierdziła zaś, że pogorszenie relacji wynikało z nadużycia gościnności wyspy i dokonania świętokradztwa. James King napisał, że Hawajczycy uznawali Anglików za wygnańców z ziemi, na której panuje głód. W relacjach z początku XIX wieku zachowała się informacja, że wyspiarzy denerwowało upodobanie kobiet do angielskich marynarzy.

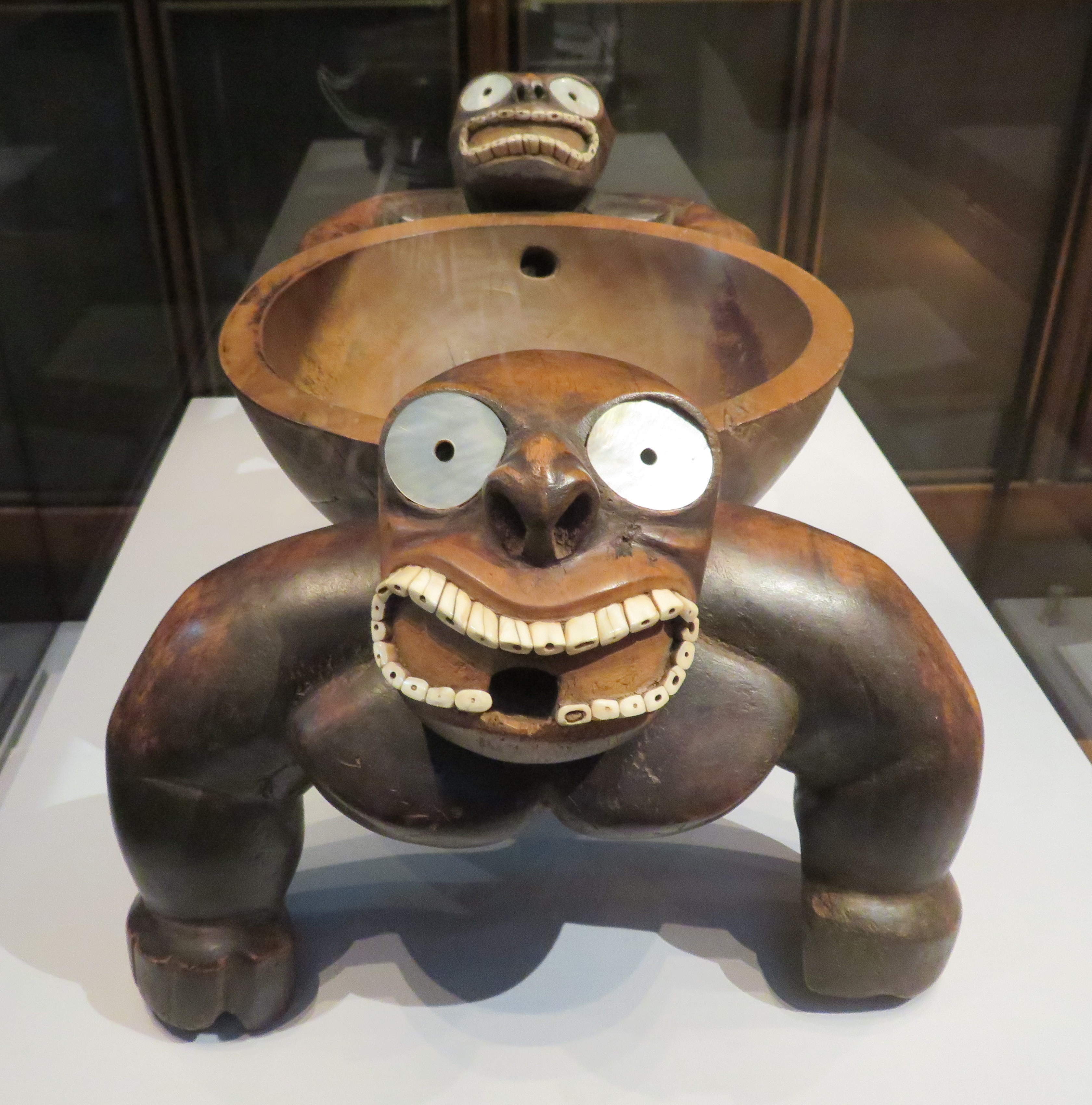
Miska hawajska, podarowana załodze Jamesa Cooka, przekazana Muzeum Brytyjskiemu w 1780 roku

Dochodzenie nad śmiercią Cooka przeprowadził Charles Clerke, nowy dowódca „Resolution”. Według Clerke’a, całe wydarzenie stanowiło nieszczęśliwy zbieg okoliczności, zmierzający do tragicznego finału. Po śmierci Cooka załoga statku usiłowała odzyskać uszkodzony fokmaszt „Resolution”, przyrządy astronomiczne i szczątki zabitych Anglików. Dzień po walce Hawajczycy drażnili Anglików, paradując po plaży w mundurach zabitych żołnierzy i pokazujących gołe pośladki. 16 lutego, pod osłoną ciemności, do Anglików podpłynął kapłan, przywożąc paczkę, zawierającą udo Cooka. Resztę ciało spalono, a kości rozdzielono między króla i wodzów. 17 lutego jeden z Hawajczyków zaczął rzucać kamieniami w okręt i kręcić na ręce kapelusz Cooka, podczas gdy gromadzący się tłum zaczął śmiać się i szydzić z zabitego kapitana. Następnie wyspiarze obrzucili kamieniami marynarzy uzupełniających zapasy wody. Obrzucenie kamieniami wywołało wściekłość u Anglików, którzy zaczęli strzelać do tubylców i podpalać okoliczne domy. Gdy marynarze zabili bezbronnych ludzi, odcięli im głowy i przymocowali je do łodzi. Chorujący na gruźlicę Clerke nie był w stanie powstrzymać brutalności jego ludzi. Podczas starcia zabito około 30 tubylców. 20 lutego Hawajczycy przekazali załodze drugie zawiniątko zawierające spalone kończyny, skalp z uszami i obciętymi włosami oraz ponacinane i zasolone dwie dłonie.
Nie wiadomo, czy uroczyste spalenie ciała Cooka było symboliczną ofiarą, złożoną lokalnemu bogu wojny. Kości Cooka stały się czczonymi przedmiotami. W kolejnych latach kości kapitana noszono podczas procesji Lono. Według relacji z początku XIX wieku, szczątki Cooka trzymano w plecionym koszu, przykryte czerwonymi piórami. Szczątki zwrócone Anglikowi włożono do trumny i wrzucono w morze. Według relacji Charlesa Clerke’a, Cook nie został zjedzony, gdyż według wierzeń tubylców ciało tubylców poddaje się gotowaniu po to, by wyciągnąć z nich kości obdarzone boską mocą. Zachowują wyłącznie kości, a resztę ciała odrzucają.
Po śmierci Cooka, zgodnie ze zwyczajem okrętowym, Anglicy rozdzielili i sprzedali ubrania oraz inne przedmioty należące do kapitana. 21 lutego załoga „Resolution” opuściła flagę do połowy masztu, oddała salut z dziesięciu dział i uderzyła w dzwon.
29 kwietnia 1779 roku „Resolution” i „Discovery” dopłynęły do portu Pietropawłowsk na Kamczatce, skąd Clerke wysłał list do Admiralicji z informacją o śmierci Cooka i z zobowiązaniem do kontynuowania poszukiwań Przejścia Północno-Zachodniego. Statki dopłynęły do 70° szerokości północnej. W drodze powrotnej, 22 sierpnia 1779 roku Clerke zmarł na gruźlicę. Został pochowany na Kamczatce pod wierzbami posadzonymi przez załogę. Dowództwo nad „Resolution” objął Amerykanin John Gore, a nad „Discovery” James King. 13 stycznia 1780 roku statki dotarły do Makau. W międzyczasie do Wielkiej Brytanii dotarła informacja o śmierci Cooka. W sierpniu 1780 roku statki dotarły do wybrzeża Wielkiej Brytanii.

## Znaczenie i wpływ wypraw Cooka
Podróże Cooka i wykonane przezeń mapy zmieniły wyobrażenie o kształcie lądów i mórz. Cookowi udało się udowodnić, że Australia i Nowa Zelandia nadają się do kolonizacji. Podczas wypraw Cook odkrył wiele wysp na Oceanie Spokojnym oraz ustalił zasięg Australii i Ameryki Północnej. Nie mogąc przebić się przez antarktyczny krąg polarny Cook utwierdził się w przekonaniu, że Ląd Południowy nie istnieje. Błędna opinia spowodowała trwającą ponad 50 lat przerwę w poszukiwaniach południowego kontynentu. Podobnie niepowodzenie podczas trzeciej wyprawy skłoniła Cooka do postawienia hipotezy, że Przejście Północno-Zachodnie nie istnieje. Po latach okazało, że Przejście istnieje, jednak osiemnastowieczne okręty nie były w stanie go pokonać. Pierwszą osobą, która pokonała Przejście, był Roald Amundsen (w 1906 roku). Pierwszy statek handlowy przepłynął przez Przejście w 1969 roku.
Botanicy uczestniczący w wyprawach zebrali tyle okazów flory, że liczba roślin znana w świecie zachodnim powiększyła się o jedną czwartą. Podczas pierwszej wyprawy Parkinson stworzył ponad 1300 rysunków i obrazów (ponad 400 w Australii).
Podczas wypraw James Cook narzucił marynarzom zmianę obyczajów higienicznych. Wprowadził regularne czyszczenie hamaków, ubrań i posłań, kąpiele w morzu, wietrzenie niższych pokładów (dzięki tunelom z płótna żaglowego), szorowanie pokładu octem. Cook wprowadził do diety marynarskiej warzywa (głównie kapustę kiszoną) i owoce w celu opanowania plagi szkorbutu. Aby przekonać załogę do jedzenia kapusty, Cook rozpuścił plotkę, że kapustę podaje się codziennie oficerom i dżentelmenom. Załoga przekonana o elitarności potrawy dobrowolnie wprowadziła warzywo do swojej diety. W rzeczywistości wprowadzone przez Cooka pomysły na walkę ze szkorbutem nie pomagały znacząco w walce z chorobą. Dieta marynarzy oprócz kapusty kiszonej składała się z brzeczki słodowej utrudniającej walkę ze szkorbutem. Chorobie udało się zapobiec przede wszystkim dzięki regularnemu zaopatrywaniu statku w świeże owoce i inne rośliny.
W książce A Voyage Towards the South Pole and Round the World (wydanej w 1773 roku w Londynie) zaprezentował informacje ze swojej wyprawy dookoła świata. Dzięki książce Cook spopularyzował słowo tatuaż. Ponadto dzięki Cookowi do zachodniego słownictwa weszły słowo tabu i kangur.
Niektóre mapy sporządzone podczas wypraw Cooka były stosowane aż do lat 90. XX wieku. Mapy Nowej Zelandii pozostawały w użyciu do 1994 roku, gdy Królewska Marynarka Nowej Zelandii uaktualniła mapy, dodając najnowsze pomiary głębokości i dane z satelity. Podczas wypraw korzystał z nowo skonstruowanego chronometru Harrisona, pozwalającego na ustalenie dokładnego pomiaru czasu na statku, koniecznego do precyzyjnego określenia szerokości geograficznej.
Powszechny na Hawajach, Niue i Tonga nacjonalizm pogłębił negatywny stosunek do Cooka. Odkrywcę uważa się za winnego pojawienia się białych kolonizatorów odpowiedzialnych za rozpowszechnienie chorób i niszczenie miejscowych kultur.
Życzliwy stosunek Cooka do rdzennych mieszkańców Australii zachęcił Bawarczyka Johanna Flierla do wyruszenia w latach 80. XIX wieku do Cooktown. W pobliżu miasta Flierl założył misję luterańską, która stała się azylem dla Aborygenów prześladowanych przez poszukiwaczy złota.

## Poglądy
Na podstawie dzienników ocenia się Cooka jako człowieka reprezentującego osiemnastowieczne Oświecenie. W raportach często używał słowa „przesądy”, w odniesieniu zarówno do wiar mieszkańców Oceanii jak i do religii zachodniej. Nie był człowiekiem pobożnym, jednak zgodnie z Artykułami Wojennymi raz w tygodniu odprawiał nabożeństwo dla marynarzy. Wpływ na poglądy Cooka miała też rodzina Walkerów, należąca do Religijnego Towarzystwa Przyjaciół. Wychowanie wśród kwakrów mogło wykształcić u Cooka niechęć do zabijania tubylców, starającego się strzelać do wrogo nastawionej ludności w ostateczności. W stosunku do obyczajów seksualnych i kanibalizmu na Pacyfiku wykazywał przenikliwość i brak uprzedzeń.

## Pamięć o Cooku
Joseph Banks został pierwszym egzekutorem spuścizny Cooka. Jako przewodniczący Towarzystwa Królewskiego popierał kolonizację Australii i wiele wypraw (między innymi: Williama Bligha, George’a Vancouvera, Londyńskiego Towarzystwa Misyjnego). Nowe odkrycia rozszerzyły zasięg odkryć Cooka i przyczyniły się do budowy Imperium brytyjskiego. Banks do końca życia zbierał i opisywał rośliny znalezione zarówno przez niego, jak i przez kolejnych odkrywców. Przekształcił londyńskie Kew Gardens w ogród botaniczny, w którym sadzono rośliny sprowadzone z całego świata. Zmarły 19 czerwca 1820 roku Banks nie zdążył ukończyć wielotomowej pracy na temat roślin odkrytych podczas pierwszej wyprawy Cooka. Dzieła Sydneya Parkinsona opublikowano w 1988 roku. Przedmioty zebrane przez Georga i Reinholda Forsterów są wystawiane w muzeum Sammlung für Völkerkunde w Getyndze.
Wojna o niepodległość Stanów Zjednoczonych oraz wojny napoleońskie przesłoniły odkrycia Cooka. Zainteresowanie wyprawami miało miejsce dopiero w XIX wieku. Pierwsze biografie Cooka przedstawiały kapitana jako postać nudną i tępą, stanowiącą przeciwieństwo Horatio Nelsona.
Statek „Endeavour”, przemianowany na „Lorda Sandwicha”, przekształcono w statek wielorybniczy. Statek zatopiono w 1778 roku w okolicach Newport na Rhode Island. „Resolution” rozbił się u brzegów Newport w 1794 roku.

### Upamiętnienia

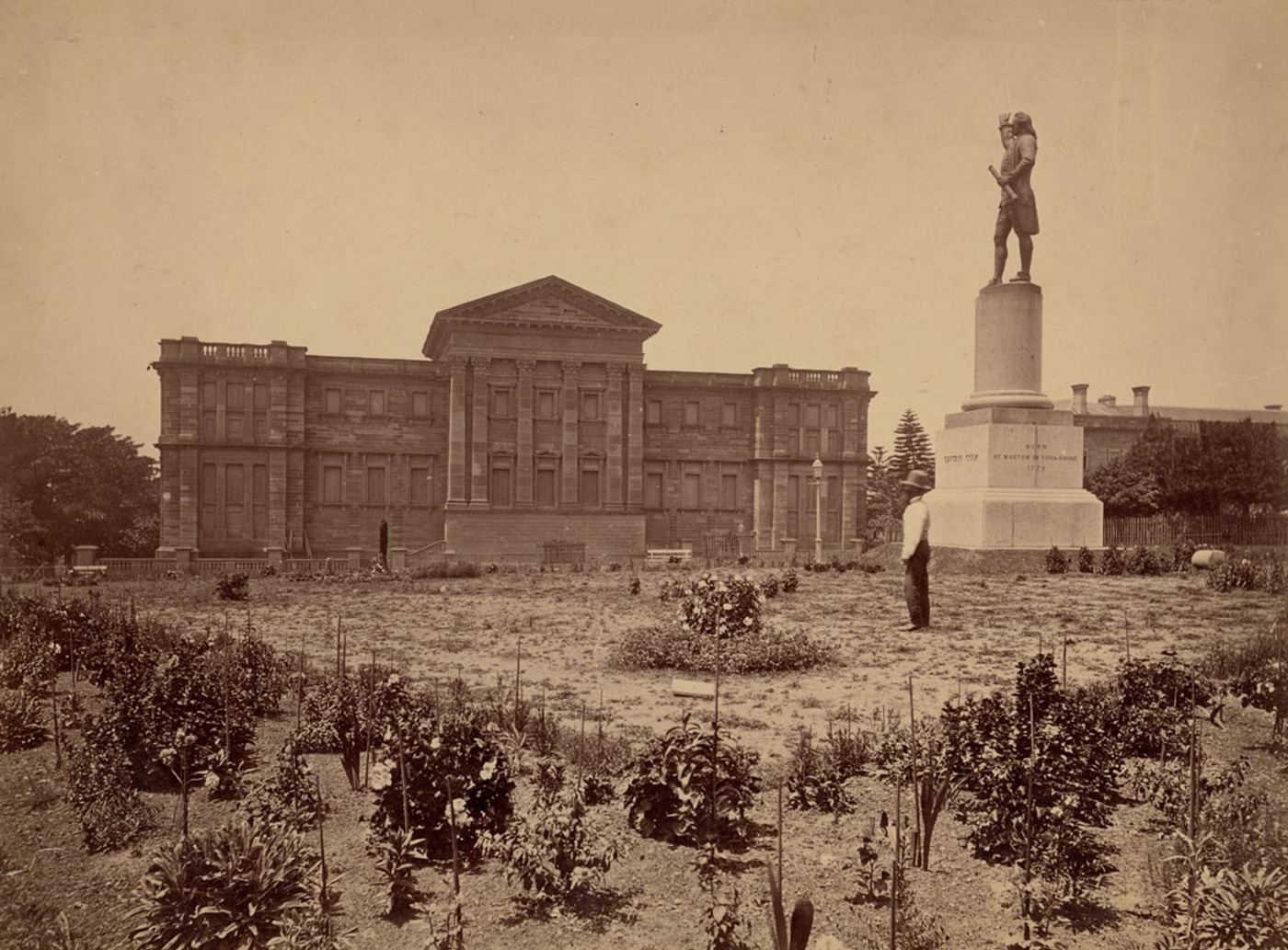
Pomnik Jamesa Cooka w Sydney, 1885

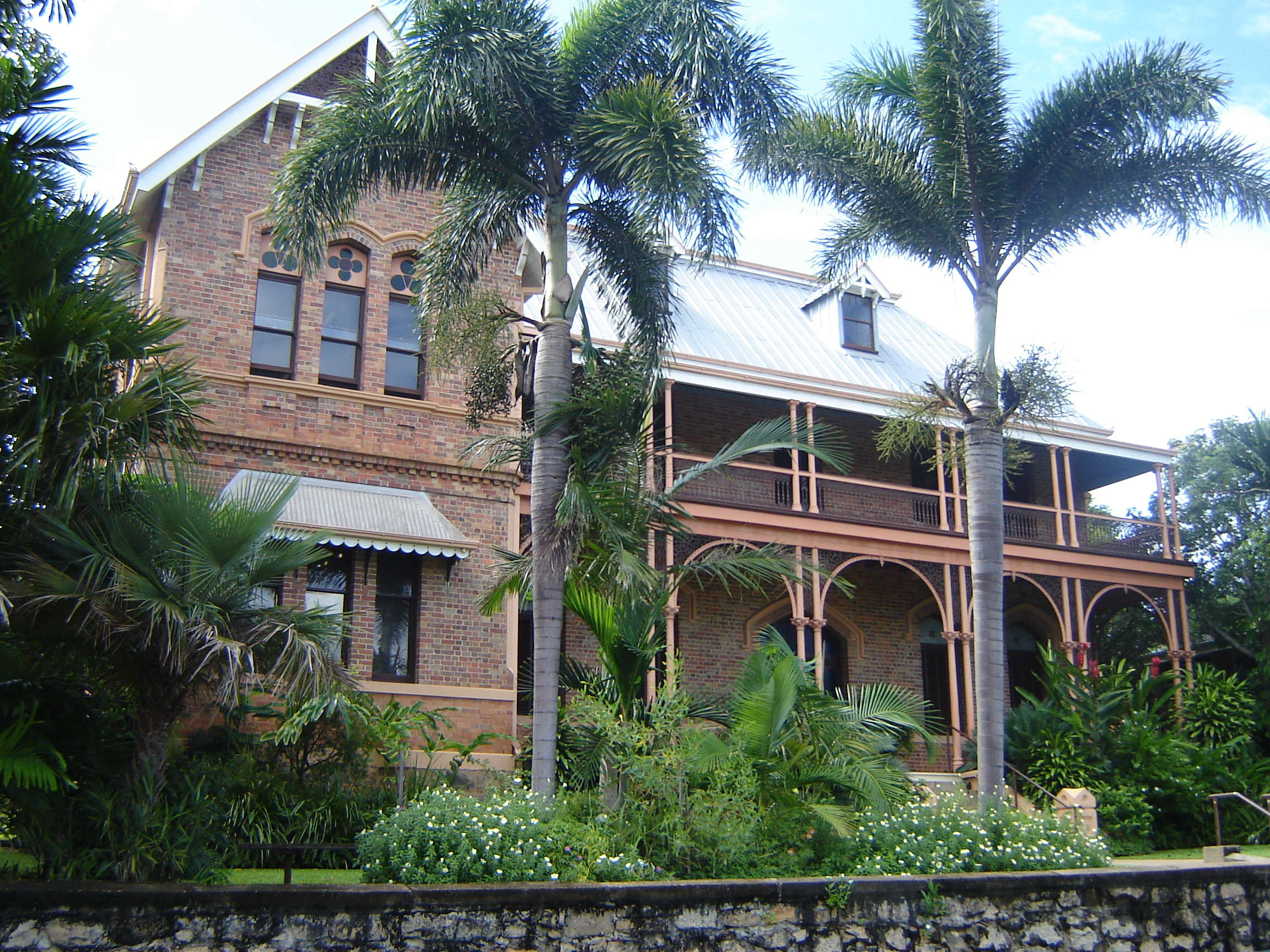
Muzeum Historyczne Jamesa Cooka w Cooktown

- Pomniki Jamesa Cooka znajdują się między innymi: w Great Ayton[4], Melbourne i Sydney. Pamięć o Cooku wzbudza w Australii kontrowersje. 25 stycznia 2018 roku pomnik w Melbourne oblano różową farbą, a na cokole napisano sprayem Pamiętamy o ludobójstwie. Przeciwnicy przypadającego 26 stycznia Australia Day (święta państwowego upamiętniającego założenie pierwszej stałej osady na kontynencie) uważają, że święto ożywia bolesne zaszłości historyczne, gdzie osadnicy z Europy zaczęli walkę z rdzenną ludnością. Cook symbolizujący odkrycie zatoki w rejonie dzisiejszego Sydney jest kojarzony z powstaniem osady[166]. Odsłonięty 25 lutego 1879 roku pomnik w Sydney pomalowano czerwonym sprayem 14 czerwca 2020 roku[167][168].
- Szkoła w Great Ayton, w której uczył się James Cook, zburzono w 1785 roku, by na jej miejscu wybudować schronisko dla ubogich. Dzisiaj w budynku mieści się Muzeum Szkoły Jamesa Cooka[169]. Z kolei w Marton znajduje się Muzeum Miejsca Narodzin Cooka[164]. W Grape Lane, w budynku, w którym pracował młody James Cook, znajduje się muzeum odtwarzające wnętrze osiemnastowiecznego domu[9].
- W 1975 roku powstało Towarzystwo Kapitana Cooka (ang. Captain Cook Society). Początkowo towarzystwo skupiało filatelistów zbierających znaczki pocztowe prezentujących tematy związane z Cookiem, z czasem przekształcając się w globalne towarzystwo skupiające entuzjastów i historyków badających dzieje Cooka[170].
- W Gisborne w Nowej Zelandii w 1906 roku wzniesiono obelisk upamiętniający miejsce lądowania Jamesa Cooka. Obecnie na obelisku znajdują się tablice w języku angielskim i maoryskim informujące, że przed Cookiem do tego samego miejsca przybyli polinezyjscy odkrywcy podróżujący czółnami z żaglem[171].
- Nad Zatoką Cooka w Nowej Zelandii znajduje się pomnik, upamiętniający postój statku „Endeavour” w dniach 23–29 października 1769 roku, kapitana statku oraz naukowców Josepha Banksa i Daniela Solandera[45].
- W Cooktown mieści się Muzeum Historyczne Jamesa Cooka. Wśród eksponatów znajdują się między innymi: jedna z kotwic „Endeavoura” oraz diorama przedstawiająca kangura i walabię[172].
- Z inicjatywy Towarzystwa Królewskiego i Królewskiego Towarzystwa Geograficznego 1901 roku na Tahiti wzniesiono upamiętniający wyprawę Cooka cokół, zwieńczony kulą wielkości kuli armatniej. Na piedestale kolumny wyryto rysunek przypominający kompas[173].
- Na wystawie w angielskim Narodowym Muzeum Morskim w Greenwich, otwartej w 1956 r. ku czci Jamesa Cooka, zaprezentowano podziurawiony kawałek pnia palmy kokosowej z zatoki Kealakekua. Eksperci ustalili, że pień został podziurawiony kulami z muszkietów najprawdopodobniej podczas bitwy w 1779 r., w której zginął Cook[174].
- W Tongijskim Centrum Narodowym w Nukuʻalofa znajdują się szczątki żółwia Tu’i Malila, podarowanego tongijskiej rodzinie królewskiej przez Jamesa Cooka[98]. Ponadto w stolicy Tonga znajduje się tablica upamiętniająca wizytę Cooka w 1777 roku[175].
- Na obrzeżach Anchorage stoi posąg Jamesa Cooka[111].
- W Whitby mieści się muzeum poświęcone Jamesowi Cookowi. Założone w 1985 roku muzeum otworzono w 1987 roku w budynku, w którym Cook spędził młodość[176].
- Władimir Wysocki poświęcił Cookowi humorystyczną pieśń pod tytułem "Одна научная загадка, или Почему аборигены съели Кука"[177].